# Songs from the Last Century
Songs from the Last Century är ett musikalbum av George Michael, utgivet 6 december 1999. Till skillnad från hans övriga musikalbum innehåller detta bara covers.

## Låtlista
1. "Brother, Can You Spare a Dime?" (Jay Gorney/E.Y. Harburg) - 4:22
2. "Roxanne" (Sting) - 4:11
3. "You've Changed" (Bill Carey/Carl Fischer) - 4:25
4. "My Baby Just Cares for Me" (Walter Donaldson/Gus Kahn) - 1:45
5. "The First Time Ever I Saw Your Face" (Ewan MacColl) - 5:19
6. "Miss Sarajevo" (Bono/Adam Clayton/The Edge/Brian Eno/Larry Mullen Jr) - 5:11
7. "I Remember You" (Johnny Mercer/Victor Schertzinger) - 4:13
8. "Secret Love" (Sammy Fain/Paul Francis Webster) - 2:39
9. "Wild Is the Wind" (Dimitri Tiomkin/Ned Washington) - 4:02
10. "Where or When/Its Alright With Me" (Lorenz Hart/Cole Porter/Richard Rodgers) - 7:00